# David Bryson
David Bryson, född 5 november 1961, är en amerikansk gitarrist.
Tillsammans med sångaren Adam Duritz grundade han 1991 rockbandet Counting Crows. Han studerade för gitarristen Joe Satriani. Innan han bildade Counting Crows med Adam Duritz producerade han inspelningar av Duritz och hans band, The Himalayans, från San Francisco, Kalifornien. Han bildade Counting Crows med Duritz i San Francisco 1991. Bryson ägde Dancing Dog Studios, en 16-tracksanläggning i Emeryville, Kalifornien, från mitten av 1980-talet tills den stängdes 1997. Många San Francisco Bay Area-musikgrupper spelade in i Dancing Dog Studios med Bryson-produktion och -teknik. Bryson spelade också in Mr.Bungle-tejpen OU818. Bryson var medlem i Mr. Dog innan han bildade Counting Crows. Innan dess var han medlem i det Berkeley-baserade bandet The Clique, som under kort tid spelade under Bill Graham Management.

## Diskografi (urval)
Studioalbum med Counting Crows
- August and Everything After (1993)
- Recovering the Satellites (1996)
- This Desert Life (1999)
- Hard Candy (2002)
- Saturday Nights & Sunday Mornings (2008)
- Underwater Sunshine (or What We Did on Our Summer Vacation) (2012)
- Somewhere Under Wonderland (2014)